# Fritz Wetzel
Fritz Wetzel (* 12. Dezember 1894 in Pforzheim; † 19. Januar 1982 ebenda) war ein deutscher Fußballspieler.

## Karriere

### Vereine
Wetzel, in Pforzheim geboren, trat elfjährig als Oberrealschüler dem ortsansässigen 1. FC Pforzheim bei, der just in diesem Jahr, 1906, seinen bis heute größten Vereinserfolg, den zweiten Platz im Finale um die Deutsche Meisterschaft, erreichte. Dem Jugendalter entwachsen rückte er zur Saison 1911/12 in die erste Mannschaft auf, für die er im Südkreis, einem von seinerzeit vier Kreisen, in der im Verband Süddeutscher Fußball-Vereine im Rundenturnier der jeweilige Meister ermittelt wurde, der dann zur Teilnahme an der Endrunde um die Süddeutsche Meisterschaft qualifiziert war, zum Einsatz kam.
Wetzel hatte den Beruf des Kaufmanns erlernt und lebte von 1912 bis 1914 in La Chaux-de-Fonds im Kanton Neuenburg. Dort ging er ebenfalls dem Fußballspiel nach und spielte für den ortsansässigen FC La Chaux-de-Fonds in der in drei Gruppen aufgeteilten höchsten Spielklasse, der Serie A Zentral. Möglicherweise war der Kontakt durch den ehemaligen Pforzheimer Nationalspieler Marius Hiller zustande gekommen, der ebenfalls für den Schweizer Klub gespielt hatte, ehe er nach Argentinien auswanderte und dort Nationalspieler wurde.
Nach Deutschland zurückgekehrt, spielte Wetzel abermals für den 1. FC Pforzheim. Er wurde ab der Saison 1919/20 unter dem Trainer und ehemaligem Nationalspieler Max Breunig als linker Läufer eingesetzt. Der Verein spielte in der regional höchsten Spielklasse, der Kreisliga Baden, ab der Saison 1920/21 in der Kreisliga Südwest, die Wetzel mit seiner Mannschaft gewann, ab der Saison 1922/23 erneut in der Kreisliga Baden, die er mit seiner Mannschaft ebenfalls gewann, und die letzten beiden Spielzeiten in der Bezirksliga Württemberg/Baden. Am Saisonende 1925/26 beendete er seine aktive Fußballerkarriere, in dem Jahr, in dem der 1. FC Pforzheim als Tabellenvorletzter und nach der Relegationsrunde um den Klassenverbleib in die Kreisliga abstieg. Auf Grund von Spielermangel während des Fortschreiten des Zweiten Weltkrieges bestritt er als 49-Jähriger während der Gauliga Baden 1943/44 am 13. Februar 1944 im Spiel gegen den FV Daxlanden ein weiteres Spiel für den 1. FC Pforzheim.

### Auswahl-/Nationalmannschaft
Als Spieler des 1. FC Pforzheim wurde er 1921 erstmals in die Auswahlmannschaft des Süddeutschen Fußball-Verbandes im Bundespokal-Wettbewerb gegen die Auswahlmannschaft des Verbandes Brandenburgischer Ballspielvereine berufen. Am 25. Februar 1923 gewann er als Spieler der Auswahlmannschaft des Süddeutschen Fußball-Verbandes das Finale gegen die Auswahlmannschaft des Westdeutschen Spiel-Verbandes in Frankfurt am Main mit 2:1.
Sein einziges Länderspiel für die A-Nationalmannschaft bestritt er am 23. April 1922 auf der Hohen Warte von Wien. Beim 2:0-Sieg vor 85.000 Zuschauern gelang ihm und seinem Vereinsmitspieler Viktor Weißenbacher, der das 1:0 in der 69. Minute erzielte, der erste Länderspiel-Erfolg gegen die Nationalmannschaft Österreichs.

## Erfolge
- Bundespokal-Sieger 1923
- Bezirksmeister Württemberg/Baden 1923
- Kreismeister Baden 1923
- Kreismeister Südwest 1921

## Sonstiges
Nach seinem Karriereende blieb er – auch als Fabrikant (Teilhaber der Uhren- und Metallwarenfabrik Wetzel & Distel in Pforzheim) – zeitlebens seinem Verein verbunden und war in der Alt-Herren- und einer Privatmannschaft aktiv.
Von 1946 bis 1949 amtierte er als 1. Vorsitzender des Vereins. Er war Ehrenmitglied des 1. FC Pforzheim und wurde vom Badischen Fußballverband und dem DFB mit der Gold-Ehrennadel ausgezeichnet. 1976 wirkte er an der Gründung der FCP-Abteilung „Alte Freunde“ mit, er war der Abteilung „Sängerlust“ des Clubs verbunden und besuchte die Heimspiele seines Vereins. Von 1977 bis zu seinem Ableben im Jahr 1982, lebte er im August-Kayser-Stift in Pforzheim.